# Iowa City
Iowa City település az Amerikai Egyesült Államok Iowa államában, Johnson megyében, melynek megyeszékhelye is. Lakosainak száma 74 828 fő (2020. április 1.).
Itt működik az állam legrégebbi egyeteme, az Iowai Egyetem.

## Népesség
A település népességének változása:

| 2010 | 67 862 |
| 2020 | 74 828 |